# Polyalthia patinata
Polyalthia patinata este o specie de plante din genul Polyalthia, familia Annonaceae, descrisă de L.W. Jessup. Conform Catalogue of Life specia Polyalthia patinata nu are subspecii cunoscute.